# Phil Rogers
Phil Rogers (n. 24 aprilie 1971, Adelaide, Australia de Sud, Australia) este un înotător australian, medaliat olimpic. A participat la 3 ediții ale Jocurilor Olimpice (1992, 1996, 2000) în care a câștigat 4 medalii de bronz.